# Pabellón de Hungría en la Bienal de Venecia
El Pabellón de Hungría en la Bienal de Venecia es un espacio artístico ubicado en la ciudad de Venecia con motivo de la Bienal de Venecia. El Pabellón de Hungría fue diseñado por el arquitecto Géza Rintel Maróti en 1906 y construido en el año 1909. El edificio está influenciado por la arquitectura de Hungría y las tradiciones artísticas. Fue restaurado en dos ocasiones; la primera en 1958 por Ágost Benkhard, quien añadió un patio y nuevos elementos arquitectónicos, y entre 1991 y 2000 por Gyorgy Csete. La entrada y alguna decoración fue siempre conservada del edificio original de Maróti.

## Expositores
- 1968 — Ignác Kokas, Béla Kondor, Tibor Vilt
- 1982 — Erzsébet Schaár (Comisionado: Géza Csorba)
- 1984 — Imre Varga, György Vadász (Comisionado: Géza Csorba)
- 1986 — Imre Bak, Ákos Birkás, Károly Kelemen, István Nádler (Comisionado: Katalin Néray)
- 1988 — Imre Bukta, Sándor Pinczehelyi, Géza Samu (Comisionado: Katalin Néray)
- 1990 — László Fehér (Comisionado: Katalin Néray)
- 1993 — Joseph Kosuth, Viktor Lois (Comisionado: Katalin Keserü)
- 1995 — György Jovánovics (Comisionado: Márta Kovalovszky)
- 1997 — Róza El-Hassan, Judit Herskó, Éva Köves (Comisionado: Katalin Néray)
- 1999 — Imre Bukta, Emese Benczúr, Attila Csörgö, Gábor Erdélyi, Mariann Imre (Curaduría: János Sturcz)
- 2001 — Antal Lakner, Tamás Komoróczky (Curaduría: Júlia Fabényi, Barnabás Bencsik)[3]
- 2003 — Little Warsaw (András Gálik, Bálint Havas) (Curaduría: Zsolt Petrányi)
- 2005 — Balázs Kicsiny (Curaduría: Péter Fitz)
- 2007 — Andreas Fogarasi (Curaduría: Katalin Timár)
- 2009 — Péter Forgács (Curaduría: András Rényi)
- 2011 — Hajnal Németh (Curaduría: Miklós Peternák)
- 2013 — Zsolt Asztalos (Curaduría: Gabriella Uhl)
- 2015 — Szilárd Cseke (Curaduría: Kinga German)
- 2017 — Gyula Várnai (Curaduría: Zsolt Petrányi)
- 2019 — Tamás Waliczky (Curaduría: Zsuzsanna Szegedy-Maszák)